# Children of Eve
Children of Eve er en amerikansk stumfilm fra 1915 af John H. Collins.

## Medvirkende
- Viola Dana - Fifty-Fifty Mamie
- Robert Conness - Henry Clay Madison
- Tom Blake - Bennie
- Nellie Grant - Flossy Wilson
- Robert Walker - Bert Madison